# Orthrius
Orthrius là một chi bọ cánh cứng trong phân họ Clerinae, thuộc họ Cleridae.

## Các loài
- Orthrius bengala
- Orthrius posticalis
- Orthrius sellatus
- Orthrius sepulcralis